# Hésingue
 Hésingue  (en alsacià Häsige) és un municipi francès, situat a la regió del Gran Est, al departament de l'Alt Rin. L'any 2006 tenia 2.265 habitants. Limita al nord-eost amb Bartenheim i Blotzheim, al nord amb Rosenau, al nord-est amb Saint-Louis i Huningue, a l'oest amb Attenschwiller, al sud-oest amb Buschwiller, al sud amb Hégenheim i al sud-est amb Basilea.

## Demografia
| 1962  | 1968  | 1975  | 1982  | 1990  | 1999  |
| ----- | ----- | ----- | ----- | ----- | ----- |
| 1.438 | 1.499 | 1.657 | 1.632 | 1.713 | 1.921 |

## Administració
| Període   | Identitat          | Partit |
| --------- | ------------------ | ------ |
| 1953-1965 | Henri Kuntzelmann  |        |
| 1965-1971 | Paul Riss          |        |
| 1971-1975 | Alfred Kuntzelmann |        |
| 1975-2014 | Roland Igersheim   | UMP    |
| 2014-2020 | Gaston Latscha     |        |

## Agermanaments
- Granada